# فلچر بورون
فلچر بورون (Fletcher Bowron)‏ (۱۳ اوت ۱۸۸۷–۱۱ سپتامبر ۱۹۶۸)، حقوقدان، قاضی و سیاستمدار آمریکایی بود. از ۲۶ سپتامبر سال ۱۹۳۸ الی ۳۰ ژوئن سال ۱۹۵۳، سی و پنجمین شهردار شهر لس آنجلس ایالت کالیفرنیا بود. وی شهر دار با طولانی‌ترین دورهٔ خدمت در وقت خود و دومین شهر دار با طولانی‌ترین دورهٔ خدمت پس از شهردار تام برادلی بود که ریاست رونق پس از جنگ و رشد خیلی زیاد جمعیت را به‌عهده داشت و آزادراه‌های را برای کنترل آن‌ها، ساخت.

## زندگی و حرفه

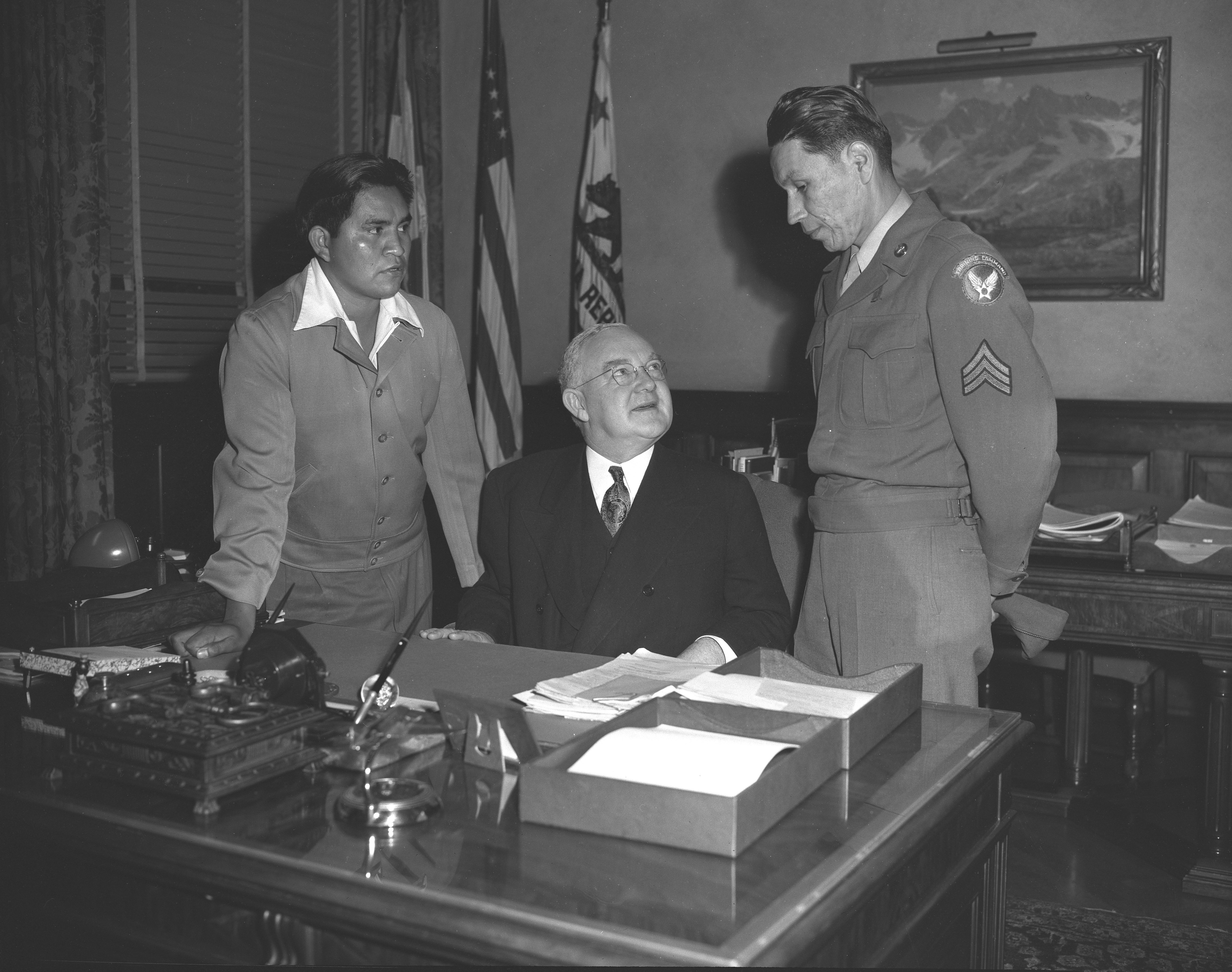
فلچر بورون

بورون، کوچک‌ترین فرزند از جملهٔ سه فرزند خانواده، در شهر پووی ایالت کالیفرنیا متولد شد. والدین یانکی یا اهل شمالی بورون که از غرب میانه مهاجرت کرده بودند، بورون را به مدرسهٔ لس آنجلس فرستادند که در سال ۱۹۰۴ از این مدرسه فارغ شد. در سال ۱۹۰۷ در دانشگاه کالیفرنیا، برکلی، دانشگاهی که دو برادرش از آن فارغ شده بودند، به دروس آغاز نمود و سپس دو سال بعد در دانشکدهٔ حقوق دانشگاه جن ونبی ثبت نام کرد و در آنجا عضو اتحادیه برادری شد. بورون دانشکده حقوق را رها کرد و در روزنامه‌های سان فرانسیسکو در اوکلند و لس آنجلس، گزارشگر شد و بر گزارش‌های شهرداری و دادگاه در شهر دومی کار می‌کرد. بورون بالاخره در سال ۱۹۱۷ به کانون وکلاء پذیرفته شد.
بورون به‌مجرد ورود ایالات متحده در جنگ اول جهانی در سال ۱۹۱۷، در ارتش برای سربازی نام‌نویسی کرد و قبل از انتقال به لشکر اطلاعات نظامی، در هنگ چهاردهم توپ‌خانه خدمت کرد. پس از برگشت از جنگ، قبل از ازدواج با آرین مارتین در سال ۱۹۲۲، یکبار دیگر به وکالت پرداخت. سال بعد نائب کمیسر شرکت‌های دولتی تعیین شد. کار وی در این مقام، مورد توجه فرند ریچاردسن، فرماندار کالیفرنیا قرار گرفت و وی بورون را در سال ۱۹۲۵ دبیر اجرایی استخدام نمود و سپس در سال ۱۹۲۶ در دادگاه عالی منصوب کرد.
بورون در نخستین دور تصدیش به عنوان قاضی دادگاه عالی که مدت ۱۲ طول کشید، نخستین حقوق‌دانی در ساحل غربی بود که از سیستم تقویم قبل از محاکمه، استفاده نمود.

### شهردار
بورون بعدها در پی فساد ناشی از دولت قبلی فرانک ال. شاور، در یک تکت انتخاباتی ائتلافی در سال ۱۹۳۸، شهردار لس آنجلس انتخاب شد و برعکس شهردار قبلی شهرت قانونی بودن را کسب نمود. این کار بخشی از اقداماتی بود که آنرا احیای اصلاحات شهری لس آنجلس نام‌گذاری کرد.
در جریان جنگ، صنایع بسیار بزرگ دفاعی در لس آنجلس خیلی زیاد رشد کرد. بورون پس از جنگ به ساخت فرودگاه بین‌المللی لس آنجلس و فاز نخست سیستم شاهراه بزرگ آغاز کرد. بورون صد میلیون دلار را برای ساخت و ساز ۱۰٬۰۰۰ واحد مسکن از ادارهٔ مسکن فدرال بدست آورد. به عنوان رئیس انجمن شهرداری‌های آمریکا، به نمایندگی از ۹۵۰۰ شهر رهبر شهردارهای ایالات در مراودات با دولت فدرال بود. یکی از اولویت‌های اصلی و عمده، از بین بردن جرایم سازمان‌یافته از ادارت پلیس بود. بورون افسران زیادی را مجبور به استعفا ساخت و از تبدیل شدن لس آنجلس به یک شهر بی قانون جلوگیری نمود. بورون با تکت‌های ائتلافی بدون طرفدار وارد رقابت‌های انتخاباتی شد اما محبوبیت وی در دوره چهارم کاهش یافت. کمیتهٔ شهروندان لس آنجلس خواستار احضار وی در کمیته شد و ادعا کرد که بورون مسئول مالیات گزاف و ادامه فساد پلیس است. در سال ۱۹۵۲ در مرحلهٔ مقدماتی انتخابات جمهوری‌خواهان، نامزدی مجدد خود را به نوریس پولسون، مخالف محافظه کار مسکن عمومی، باخت.
بورون در جریان جنگ دوم جهانی خدمت کرد و بویژه از اخراج آمریکایی‌های ژاپنی‌الاصل از کالیفرنیا و متعاقباً توقیف آن‌ها حمایت کرد. بورون در سال ۱۹۴۲ آرام آرام درخواست نمود تا آمریکایی‌های ژاپنی‌الاصل دور از ساحل جابجا ساخته شوند و در اردوگاه‌های مزارع به کار گماشته شوند. وی تمامی کارمندان آمریکایی‌های ژاپنی‌الاصل را به مرخصی مجبور ساخت و تبلیغاتی را به‌منظور هدف قرار دادن مردم ژاپنی‌تبار در جریان انداخت. در ماه فوریه در برنامه رادیویی خود که در سالروز تولد آبراهام لینکلن در حمایت از اردوگاه‌ها ارائه می‌کرد، بر توقیف اصرار کرد: «ذره‌ای شک وجود ندارد اما لینکلن مرد متین که یادش را با احترام تقریباً قدیس مئابانه می‌گیریم، کار کوچکی برای گردآوری ژاپنی‌ها و جابجاسازی آن‌ها در جاییکه آنها ضرر نرسانند، انجام داد». وی با بیان این‌که «کسانی که در خاک آمریکا به دنیا آمده‌اند، وفاداری مخفیانه به امپراطوری ژاپن دارند» به سخنان خود ادامه داد. بورون همچنین در تصویب اصلاحیهٔ قانون اساسی تلاش ورزید که بر مبنای آن ژاپنی‌های آمریکایی الاصل در صورت داشتن تابعیت دوگانه ایالات متحده – ژاپن یا در صورتی‌که والدین شان واجد شرایط شهروندی ایالات متحده نمی‌بود، از حقوق شهروندی محروم می‌شدند. علاوه بر این، پیشنهاد کرد که دولت اجازه داشته باشد تا قسمت‌های از قانون خدمات انتخابی را نادیده بگیرد و آمریکایی‌های ژاپنی‌الاصل شامل زنان، به استثنای اشخاص زیر سن یا آنهایی که به اساس وضعیت جسمانی مستثنی قرار دارند، را در صورت لزوم به خدمت سربازی غیر رزمی فرا بخواند.

## اواخر زندگی
بورون پس از چندین مرتبه انتخابات برای برکناریش، در انتخاب مجدد در سال ۱۹۵۳ شکست خورد و شکست وی تا حدی به این دلیل بود که حمایت لیبرال وی در نتیجهٔ مک‌کارتیسم یا سیاست‌های ضد کمونیستی رو به افول گذاشت. در سال ۱۹۵۶ یک‌بار دیگر برای سمت قاضی دادگاه عالی کاندید شد و جوزف ال. کال را در انتخابات ماه نوامبر شکست داد. بورون پس از یک دورهٔ شش سالهٔ خدمت، در سال ۱۹۶۲ از وظیفهٔ سیاسی بازنشسته شد اما در فعالیت‌های شهری به فعالیت خود ادامه داد.
بورون در داستان فرعی نمایش تلویزیونی جورج برونز و گریس آلن تحت عنوان «بازپرداخت مالیات» که در تاریخ ۲۹ ژانویه سال ۱۹۵۳ برگزار شده بود، روی صحنه ظاهر شد.
در ۴ ژانویه سال ۱۹۶۱ آرین، خانم بورون پس از سپری نمودن در حدود پنج سال در این مرکز خدماتی در آسایش‌گاه مسکونی مدیسون فوت نمود. ده ماه بعد بورون با آلبین نورتون، دستیار اجرائی دیرینهٔ خود، ازدواج نمود.
پس از بازنشستگی از مسند، به عنوان مدیر پروژه تاریخ کلان‌شهر لس آنجلس خدمت کرد و رابرت سی. پوست، دانشجوی فوق لیسانس آن‌وقت دانشگاه کالیفرنیا، لس آنجلس را به عنوان محقق ارشد تعیین خود تعیین نمود. بورون در سال ۱۹۶۷ در روشها و رویه‌های زون بندی، نامزد ریاست کمیته شهروندان شهر شد.
پس از اتمام کار در ۱۱ سپتامبر سال ۱۹۶۸، در حین رانندگی در مسیر خانه دچار حمله قبلی مهلکی شد. زمانی‌که جسدش در ساختمان شهرداری لس آنجلس بود، مردم به ادای احترام می‌آمدند. بورون در قبرستان پارک اینگلود به خاک سپرده شد.

## در فرهنگ عمومی
- بورون در داستان فرعی نمایش تلویزیونی جورج برونز و گریس آلن «بازپرداخت مالیات» سال ۱۹۵۳ ظاهر شد.[۶]
- بذله گو میکی کوهن، حمایت خود را از بورورن اعلام کرد و با نصب تصویر ماشین کادیلاک زرهی بدنام کوهن با تابلوهای تبلیغاتی بورون که میکی کوهن در کنار آن ایستاده‌است، برای انتخاب مجدد وی کمپین نمود.[۷]
- در بازی ویدیویی ۲۰۱۱ لس آنجلس سیاه، شهردار وابسته به فلچر بورون است که با نام و شخصیت وی تطابق می‌نماید.
- در رمان پرفیدیا، اثر جیمز الروی در سال ۲۰۱۴، الروی نسخهٔ افسانه‌ای فلچر بورون را در نقش ثانوی یا حمایتی ارائه می‌دهد. این نسخهٔ بورون همچنین در دنباله پرفیدیا رمان این طوفان، ظاهر می‌شود.